# The Bilders
The Bilders est un groupe-collectif de rock néo-zélandais, originaire de Christchurch. Le groupe The Bilders travaillait successivement à en Nouvelle-Zélande, aux États-Unis et en Europe dans diverses formations. Flying Nun Records, Powertool Records, Unwucht, Onset Offset et Siltbreeze ont réédité quelques enregistrements, dont les morceaux les plus obscurs des premières années d'activité (1978-1983). Cette rétrospective oscille entre un punk mélodique et minimal proche de "certains titres des Buzzcocks, et des adaptations de Leadbelly ou de chants traditionnels indiens. La rythmique a des accents 'garage pop’ et le tout est agrémenté d'un orgue mi-sombre, mi-rieur.

## Participations
Leurs collaborateurs des années 1980 incluent Campbell McLay, chef du label Onset Offset (basse, 1980–1982), les membres de The Terminals, Scorched Earth Policy et Victor Dimisich Band, et notamment des entrepreneurs et compositeurs comme Alastair Galbraith en 1994, l'artiste et guitariste Alec Bathgate (enregistrement, 1984), Chris Knox (enregistrement et production, 1982) de Toy Love et Tall Dwarfs, et le poète Alan Brunton (Red Mole) et le journaliste Steve Braunias.
Le groupe fait aussi participer le violoniste berlinois Thomthom G'schrey (1997, depuis 2006), Stuart Page (de The Axemen, 1983-1985), Robbie Yeats (Dunedin, The Dead C, 2014, batterie), David Watson (NYC, 2013, cornemuse, guitare semi-acoustique), Miggy Littleton (Brooklyn, 2013, basse), Hamish Kilgour de The Clean (Brooklyn, 1989, 2013-2014), David Wukitsevits du groupe autrichien Der Nino aus Wien (2013, batterie), Jess McCann (Melbourne, accordéon), Stuart Porter (saxophone, percussions), Louise Johns (basse), Mark Williams (guitare), Jo Contag (batterie), Barry Stockley (basse et instrumentation, 1987, 2013), Tama Stockley (batterie, 2013), l'artiste-guitariste français Nikola Kapétanovic (2009–2011, guitare, dumbra, kalimba), la danseuse et actrice française France Hervé, et Kersten Ginsberg (batterie, 1997).

## Membres
(parmi plus de 40)
- Malcolm Grant - qui formera plus tard The Bats (1980)
- Allen Meek - qui formera plus tard The World (1980-1989)
- Stu Page - qui formera plus tard The Axemen (1983, 2010)
- Hamish Kilgour - membre fondateur de The Clean (1989)
- Chris Knox - membre fondateur de Toy Love/Tall Dwarfs) (1982)
- Greig Bainbridge (1985)
- Collaborations avec Fred Morvan (Paris et Berlin) et Jon Evans (Berlin) (2008)
- Bilders Paris Sessions (2010-2011)
- Robbie Yeats (2014)

## Discographie
- 1983 : Beatin Hearts (17 titres, Flying Nun/South Indies)
- 1984 : Split Seconds (South Indies)
- 1990 : New York Songs (South Indies)
- 1994 : Max Quitz - Bilders Vol. 1 (CD 20 titres, Flying Nun (Royaume-Uni))
- 1997 : Human Kindness (Corazoo, Suisse)
- 2008 : Chrysanthemum Storm (Powertool Records)
- 2012 : Solomans Ball (12 pouces, 45 tours, 4 titres, Unwucht)
- 2012 : Six Impossible Things (12 pouces, 4 titres, Unwucht[3])